# ジョージア・トゥデイ
ジョージア・トゥデイ（英語: Georgia Today）はジョージアで刊行されている英字紙。ジョージア・トゥデイとジョージア・トゥデイ・ビジネスの2つの媒体がそれぞれ週1回刊行されている。

## 概要
ジョージア・トゥデイは2000年に創刊された。首都トビリシに本社を置き、国内外に向けて出版されている。
2015年11月に紙面が刷新された。欧州ニュースペーパーオーブザイヤーを受賞した新聞デザイナーケビン・ロフタスの協力のもと、構成や主要部分のデザインとともに、レイアウトが再構築され、新しいロゴが誕生した。デザイン刷新以降、政治・社会・文化に重点を置いたジョージア・トゥデイとビジネス・経済・法律に重点を置いたGTビジネスの2バージョンが週1回ずつ刊行されるようになった。また、同月に同じ英字紙のジョージアン・ジャーナル紙との統合が行われ、新聞としてはジョージア・トゥデイ紙のみが発行を継続し、一方でウェブサイトとしてはジョージアン・ジャーナルも独自のサイトを維持することになった。

## ジョージア・トゥデイ・エデュケーション
2016年2月26日、ジョージア・トゥデイグループは、新たな媒体 GT - ジョージア・トゥデイ・エデュケーションを創刊することを発表した。月1回刊行され、主に教育・技術・革新的ビジネス・国際・語学学習に重点を置く。10代と大学生をメインターゲットとしている。

## 脚註
1. 1 2 3  “About Us”. Georgia Today. 2015年7月28日閲覧。
2. ↑  “Georgia Profile”. BBC 2013年10月10日閲覧。
3. 1 2  “Georgia Today ReBranded: Quality Designed with our Readers in Mind!”. Georgia Today
4. ↑  “Newspaper Georgia Today”. Foursquare Labs. 2013年10月10日閲覧。
5. ↑  “Georgia”. Worldpress. 2013年10月10日閲覧。
6. ↑  “Introducing the Man behind the New Georgia Today”. Georgia Today
7. ↑  “Read. Learn. Enjoy. Introducing Georgia Today/Education”. Georgia Today